# 南山駅 (大邱広域市)
南山駅（ナムサンえき）は、大韓民国大邱広域市中区にある大邱交通公社（DTRO）3号線の駅である。駅番号は330。

## 駅構造
相対式ホーム2面2線の高架駅。
のりば
※のりば番号の設定は無し。
| 上り | ●大邱都市鉄道3号線 | 青蘿の丘・西門市場・漆谷慶大病院方面 |
| 下り | ●大邱都市鉄道3号線 | 明徳・ゴンドゥルバウィ・龍池方面     |

## 駅周辺
- 啓明大学校大明キャンパス
- 慶丘中学校
- 慶北工業高等学校
- 南大邱初等学校
- 慶尙中学校
- 大邱デジタル産業振興院
- 大明2洞住民センター
- 南山3洞住民センター
- 大明3洞郵便局
- 天主教大邱大教区南山聖堂
- 天主教大邱大教区庁
- 大邱カトリック大学校神学大学

## 歴史
- 2015年4月23日: 3号線の開業とともに開業。

## 隣の駅
大邱交通公社
●3号線
青蘿の丘駅 (329) - 南山駅 (330) - 明徳駅 (331)